# Andrij Ałyśkewycz
Andrij Ałyśkewycz (ukr. Андрій Алиськевич, ur. 17 grudnia 1870 w Załukiewie, zm. 25 marca 1949 w Pradze) – ukraiński działacz społeczny i kulturalny w Galicji i na Zakarpaciu, pedagog-germanista, publicysta, organizator ukraińskiego nauczycielstwa.
Od 1910 był dyrektorem ukraińskiego gimnazjum w Przemyślu, następnie pracował w Berehowem, Użhorodzie, Wielkim Boczkowie. Założyciel i członek honorowy Wzajemnej Pomocy Ukraińskiego Nauczycielstwa.
Redaktor czasopisma „Dzwinok” we Lwowie w 1904 oraz w latach 1906–1908. Autor podręczników szkolnych.